# Aulo Gélio
Aulo Gélio (em latim: Aulus Gellius; 123–165) foi um jurista, escritor e gramático latino, provavelmente nascido em Roma, cuja única obra conhecida é Noctes Atticae ("Noites Áticas"), em vinte volumes.
Estudou gramática e retórica, em Roma, e filosofia, em Atenas. Depois retornou a Roma, onde atuou como juiz extra ordinem. Entre seus professores e amigos havia muitos homens distintos: Sulpício Apolinário, Herodes Ático e Marco Cornélio Frontão.
Foi aluno de Marco Cornélio Frontão, expoente do arcaísmo latino, que se preocupava sobretudo com a pureza da forma e da elocução.